# Олив Бранч (Мисисипи)
Олив Бранч (енгл. Olive Branch) град је у америчкој савезној држави Мисисипи.

## Демографија
По попису из 2010. године број становника је 33.484, што је 12.43 (59,0%) становника више него 2000. године.
| Група             | 2000.          | 2010.          |
| Белци             | 18.105 (86,0%) | 23.493 (70,2%) |
| Афроамериканци    | 2.379 (11,3%)  | 7.743 (23,1%)  |
| Азијати           | 87 (0,4%)      | 435 (1,3%)     |
| Хиспаноамериканци | 307 (1,5%)     | 1.397 (4,2%)   |
| Укупно            | 21.054         | 33.484         |